# Edson Rodríguez
Edson José Rodríguez Quilarque (né le 24 juillet 1970 à Caracas au Venezuela) est un joueur de football international vénézuélien, qui évoluait au poste de défenseur.

## Biographie

### Carrière en club
Avec l'équipe du Marítimo de Venezuela, il remporte trois championnats du Venezuela.

### Carrière en sélection
Avec l'équipe du Venezuela, il joue 8 matchs (pour un but inscrit) entre 1994 et 1996. 
Il figure dans le groupe des sélectionnés lors des Copa América de 1993 et de 1995.
Il joue également cinq matchs comptant pour les tours préliminaires de la coupe du monde 1994.

## Palmarès
| Marítimo de Venezuela - Championnat du Venezuela (3) : - Vainqueur : 1987-88, 1989-90 et 1992-93. - Championnat du Venezuela D2 (1) : - Vainqueur : 2002-03. |  | Deportivo Galicia - Championnat du Venezuela D2 (1) : - Vainqueur : 2000-01. |  | Atlético Venezuela - Championnat du Venezuela D2 (1) : - Vainqueur : 2009-10. |

## Parcours d'entraîneur
- juil. 2013-oct. 2013 :  Deportivo Miranda FC
- sep. 2019-déc. 2019 :  Estudiantes de Cracas SC
- mai 2021-mai 2022 :  Aragua FC
- août 2022-avr. 2023 :  Universidad Central de Venezuela FC